# Névárská Wikipedie
Névárská Wikipedie je jazyková verze Wikipedie v névárštině, jazyce používaném v Nepálu Névárci. V lednu 2022 obsahovala přes 72 300 článků a pracovali pro ni 2 správci. Registrováno bylo přes 24 000 uživatelů, z nichž bylo asi 20 aktivních. V počtu článků byla 82. největší Wikipedie.